# Gumball (gruppo musicale)
I Gumball furono una band rock statunitense degli anni '90. Si formarono a New York nel 1990. Il cantante nonché chitarrista era Don Fleming, Eric Vermillion era la 2° voce e il bassista, infine il batterista era Jay Spiegel. A due anni dalla nascita della band, nel 1992, si unì il chitarrista e suonatore di pianola Malcom Riviera.

## Storia
I Gumball vennero fondati all'inizio degli anni '90 da Jay Spiegel e Don Fleming (già membri dei B.A.L.L.) che, quando il loro gruppo si sciolse, decisero di crearne uno nuovo. Spiegel coinvolse anche un suo amico, ovvero Eric Vermillion.

## Discografia

### Singoli
- All The Time
- Sonic Youth
- Gumball
- Laughing Hyenas
- These Immortal Souls: Sub Pop Singles Club No. 121
- This Town
- Light Shines Thought
- Girl Don't Tell Me
- Strawberry Fields Forever[1]